# Elecciones generales de Malta de 1883
Entre el 8 y el 11 de octubre de 1883 se celebraron en Malta elecciones generales. Todos los miembros electos menos uno pertenecían al Partido Anti-Reforma.

## Antecedentes
Las elecciones se realizaron bajo la constitución de 1849, con lo que de los 18 miembros del Consejo de Gobierno, diez serían designados y ocho electos.

## Resultados
10.673 personas tenían derecho a voto, de las que 2.749 votaron, dando una participación del 26%.
| Miembros electos        | Miembros electos | Miembros electos     | Miembros electos   |
| Nombre                  | Votos            | Partido              | Notas              |
| ----------------------- | ---------------- | -------------------- | ------------------ |
| Carl Maria Muscat       | 1,103            | Partido Anti-Reforma |                    |
| Dun Pawl Agius          | 1,051            | Partido Anti-Reforma |                    |
| Zaccaria Roncali        | 899              | Partido Anti-Reforma |                    |
| Agostini Naudi          | 822              | Partido Anti-Reforma | Reelegido          |
| Arturo Barbaro          | 696              | Partido Anti-Reforma |                    |
| Kirton Cooper           | 605              | Partido Anti-Reforma |                    |
| Vincenzo Bugeja         | 504              |                      |                    |
| Fortunato Mizzi         | 270              | Partido Anti-Reforma | Reelegido por Gozo |
| Fuente: Schiavone, p177 |                  |                      |                    |